# Guatteria citriodora
Guatteria citriodora este o specie de plante angiosperme din genul Guatteria, familia Annonaceae, descrisă de Adolpho Ducke. Conform Catalogue of Life specia Guatteria citriodora nu are subspecii cunoscute.